# Роб Шмідт
Роб Шмідт Барракано (народився 25 вересня 1965 року) — американський кінорежисер. Серед його фільмів — «Поворот не туди» та «Злочин і кара по-американськи». Він також створив пілот під назвою American Town для 20th Century Studios. Він зняв епізод «Майстри жахів» під назвою «Право на смерть». Його трилер «Вбивця алфавіту», в якому він возз’єднався з Елайзою Душку («Поворот не туди»), Мартіном Донованом («Право на смерть») і Майклом Айронсайдом («Злочин і кара по-американськи»), був підібраний для міжнародного прокату New Films International.

## Фільмографія
- 2018: Френ К
- 2018: Кімната для вбивства
- 2012: Найгірша річ у виході
- 2009: Сам страх: Скринька духу
- 2008: Алфавітний вбивця[en]
- 2007: Майстри жахів: «Право на смерть»
- 2003: Поворот не туди
- 2001: Американське містечко (пілотний епізод)
- 2000: Злочин і кара по-американськи